# 中澤恒子
中澤 恒子（なかざわ つねこ、1956年4月28日 - ）は、日本の言語学者。東京大学名誉教授。

## 人物・経歴
愛知県生まれ。1980年津田塾大学学芸学部英文科卒業。1982年国際基督教大学大学院教育学研究科修了、教育学修士。1991年イリノイ大学アーバナ・シャンペーン校Ph.D.。同年NTT情報通信処理研究所主任研究員。1997年東京大学大学院総合文化研究科教授。2022年東京大学名誉教授。

## 著作
- 『語彙の統語・意味情報処理-日英辞書検索支援システムの構築にむけて』東京大学 1998
- 『前提に関する計算論理学的研究』東京大学 2002

### 編集
- "Complex predicates in nonderivational syntax" Academic Press 1998

### 翻訳
- マイケル・トマセロ著『心とことばの起源を探る : 文化と認知』（大堀壽夫, 西村義樹, 本多啓と共訳）勁草書房 2006
- ジョージア・M・グリーン, ジェリー・L・モーガン著『言語分析の技法 : 統語論を学ぶ人のために』（伊藤たかねと共訳）東京大学出版会 2006
- トム・スコット=フィリップス著『なぜヒトだけが言葉を話せるのか : コミュニケーションから探る言語の起源と進化』（畔上耕介, 石塚政行, 田中太一, 西村義樹, 山泉実と共訳）東京大学出版会 2021